# ملانیا با لبه قرمز
ملانیا لبه قرمز (Melanoides tuberculata), همچنین به عنوان حلزون‌های زنده مالایی یا حلزون ترومپت مالایی یا مالزیایی (بیشتر به اختصار MTS) توسط نگهدارنده‌های ماهیان شناخته می‌شود، گونه ای از حلزون‌های آب شیرین با operculum، بکرزایی است. نرم تنان شکم‌پایان آبزی از خانواده تیاریدا.
نوع عمومی این گونه‌ها لکه‌های قرمز رنگ بر روی پوسته قهوه ای مایل به سبز دارند.
نام گونه گاهی اوقات Melanoides tuberculatus نوشته می‌شود، اما این نادرست است زیرا Melanoides Olivier، ۱۸۰۴ به وضوح در نظر گرفته شده بود که زنانه باشد، زیرا در توضیحات اصلی با عنوان خاص زنانه fasciolata ترکیب شده بود.
این گونه بومی شمال آفریقا و جنوب آسیا است، اما به‌طور تصادفی در بسیاری از مناطق گرمسیری و نیمه گرمسیری دیگر در سراسر جهان معرفی شده‌است. همچنین به‌طور تصادفی به آکواریوم‌های گرم شده در مناطق سردتر جهان معرفی شده‌است.

## زیرگونه‌ها
- † Melanoides tuberculata dadiana (اپنهایم، 1919)
- † Melanoides tuberculata monolithica (بوکوفسکی، 1892)
- † Melanoides tuberculata tegalensis (Oostingh، 1935)
- Melanoides tuberculata tuberculata (OF Müller، 1774)

## توضیحات پوسته

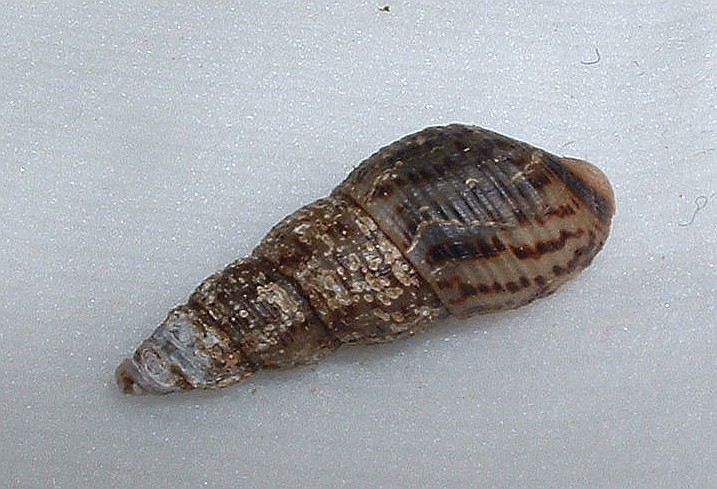
پوسته ملانیا با لبه قرمز، با لکه‌ها و رگه‌های قرمز مشخص. طول نمونه تقریبا20 mm.

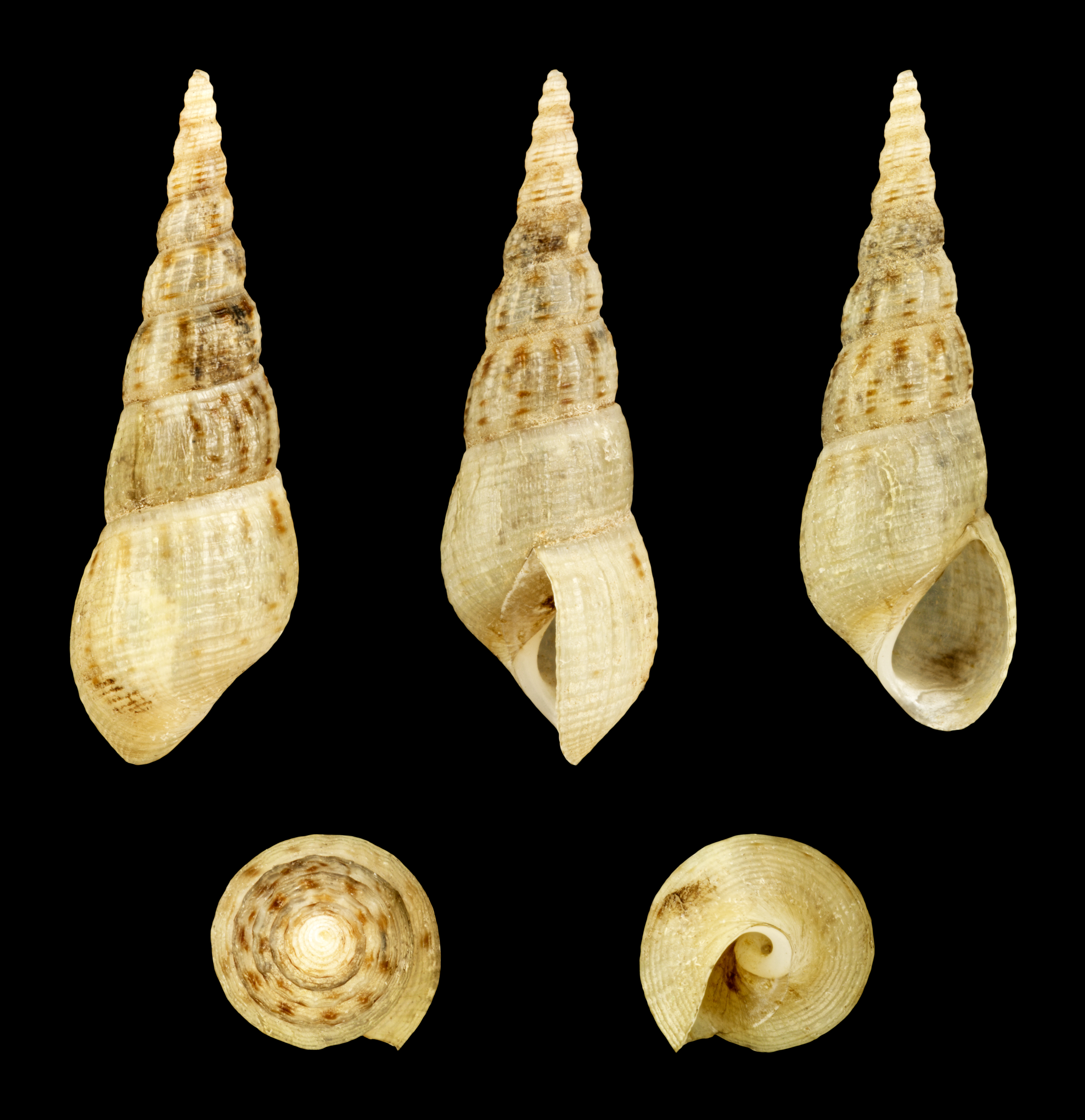
Melanoides tuberculata

این گونه دارای پوسته ای دراز و مخروطی است که معمولاً قهوه ای روشن است که با لکه‌های زنگ زده مشخص می‌شود. یک اپرکولوم وجود دارد. در برخی مکان‌ها، مانند اسرائیل، پوسته‌ها سیاه یا قهوه‌ای تیره رنگ می‌شوند، احتمالاً برای کمک به پنهان کردن حلزون در پس‌زمینه سنگ‌های بازالتی دریاچه طبریه وجود دارد.
متوسط طول پوسته حدود ۲۰–۲۷ میلیمتر (۳⁄۴–۱ ۱⁄۸ اینچ) ۳۰–۳۶ میلیمتر (۱ ۱⁄۸–۱ ۳⁄۸ اینچ) است یا، اما نمونه‌های استثنایی ممکن است تا۸۰ میلیمتر (۳ ۱⁄۸ اینچ) طولانی. پوسته‌های این گونه دارای ۱۰–۱۵ حلقه است.

## توزیع

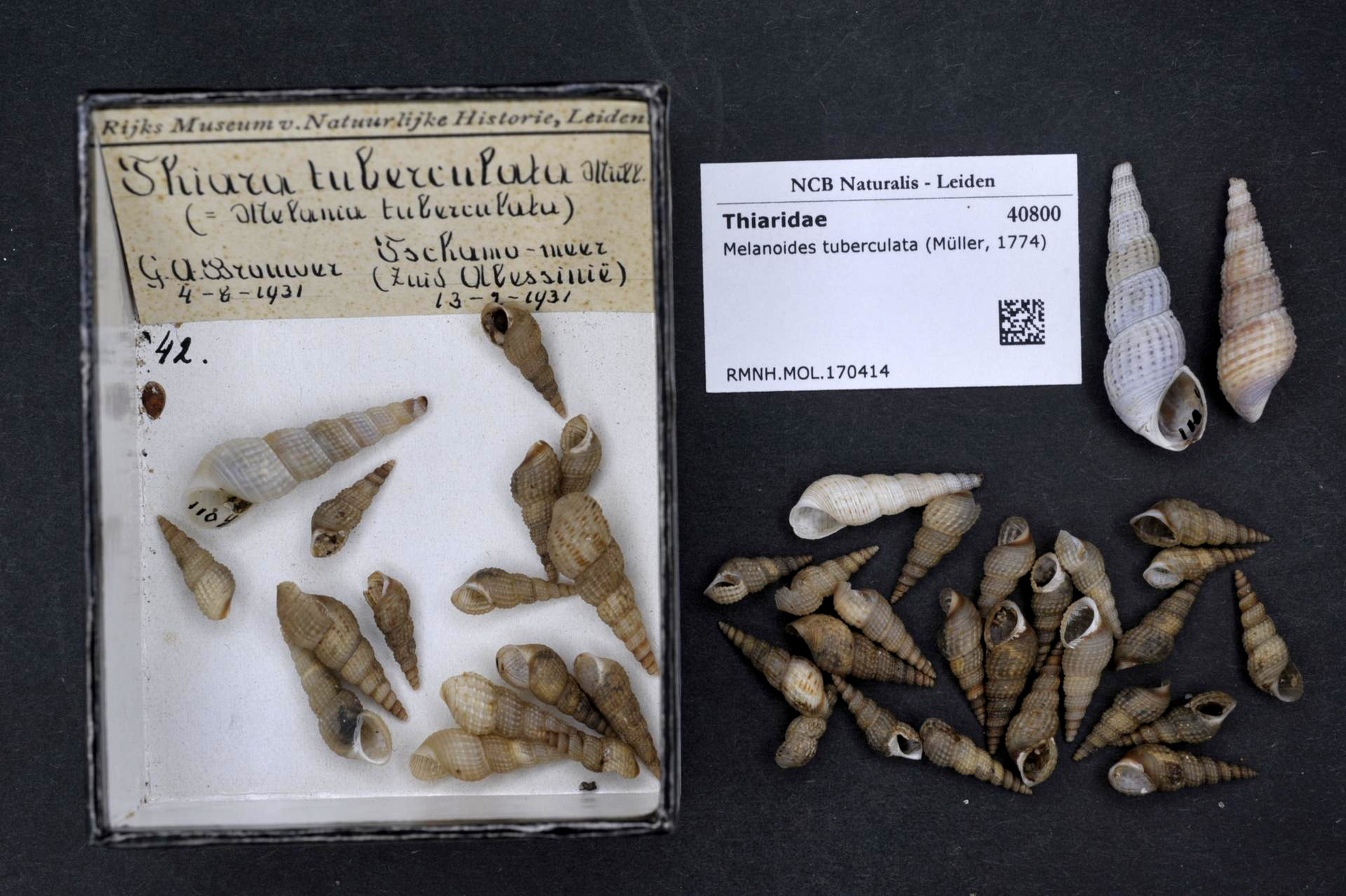
انواع پوسته‌های Melanoides tuberculata، برخی از آنها قهوه ای تیره یا تقریباً سیاه هستند.

حلزون ترومپت بومی شمال آفریقا و جنوب آسیا است.
در آفریقا

- الجزایر، بروندی، جمهوری دموکراتیک کنگو، مصر، اریتره، اتیوپی، کنیا، لیبی، مالاوی، مراکش، موزامبیک، نامیبیا، نیجر،
- آفریقای جنوبی (استان کیپ شرقی، ایالت آزاد، گوتنگ، کوازولو-ناتال، استان لیمپوپو)
- اسواتینی، سنگال،[۷] سودان، تانزانیا، تونس، زیمبابوه.

در آسیا

- بنگلادش، کامبوج، چین، هند (از جمله جزایر آندامان)، اسرائیل[۵] از ژاپن، لائوس، مالزی (شبه جزیره مالزی)، نپال، عربستان سعودی، سریلانکا، ویتنام
- تایلند[۸]

توضیح: مکان‌ها و منطقه‌های ماقبل تاریخ شامل گوبرو در نیجر در سال‌های ۶۲۰۰ تا ۵۲۰۰ قبل از میلاد است.

### توزیع غیر بومی
- کوبا[۱۰]
- ایالات متحده از دهه 1930[۴] (به زیر مراجعه کنید)
- آمریکای لاتین در اواخر دهه 1960[۱۱]
- برزیل – از سال 1967[۱۱] (ایلها گرانده در ریودوژانیرو در جنوب شرقی برزیل از سال 2004)[۱۱]
- هلند - قبل از 1990[۱۲]
- نیوزلند[۱۳]
- ونزوئلا[۱۴][۱۵][۱۶][۱۷][۱۸]
- دومینیکا[۱۹]
- ترینیداد
- و دیگران

حلزون ترومپت را می‌توان در زیستگاه‌های سرپوشیده با حرارت مصنوعی مانند آکواریوم در گلخانه‌ها و بیوتوپ‌های مشابه نیز یافت که برخی از این مانند موارد زیر است:
- جمهوری چک
- آلمان[۲۰]
- بریتانیای کبیر
- اسلواکی - نهر حرارتی در طبیعت.
- و دیگران

### توزیع غیر بومی در ایالات متحده
این گونه در خارج از محدوده طبیعی خود تا حد زیادی با فعالیت آکواریومی‌ها تثبیت شده‌است. این حلزون‌ها در اوایل دهه ۱۹۳۰ توسط تجارت آکواریوم به ایالات متحده وارد شدند. جمعیت‌های تثبیت شده از فلوریدا تا تگزاس وجود دارد و این گونه ممکن است همچنان در حال گسترش دامنه خود در غرب و شمال شرق باشد.
برخی از این جمعیت‌های گونه معرفی‌شده بسیار بزرگ شده‌اند، با تراکم ۱۰٬۰۰۰ بر متر مربع (۹۳۰ بر فوت مربع) از رودخانه سنت جانز در فلوریدا گزارش شده‌است. در برخی موارد اعتقاد بر این است که ملانیا با لبه قرمز تأثیر منفی بر جمعیت حلزون‌های بومی دارد.
توزیع غیر بومی شامل ایالات متحده است: آریزونا؛ خلیج سانفرانسیسکو، کالیفرنیا؛ کلرادو؛ فلوریدا؛ هاوایی؛ لوئیزیانا؛ مونتانا؛ کارولینای شمالی؛ نوادا؛ اورگان؛ یوتا؛ تگزاس، و شهرستان فال ریور در داکوتای جنوبی، (تأیید نشده در ویرجینیا و وایومینگ)

## بوم‌شناسی
این کونه در درجه اول یک گونه دالان‌ساز است که بیشتر شب‌ها فعال است.

### زیستگاه
اگرچه این گونه به‌طور معمول یک حلزون آب شیرین است، اما این گونه نسبت به آب شور بسیار متحمل است و در آب‌هایی با شوری ۳۲٫۵ در هزار ثبت شده‌است. (شوری با وزن مخصوص ۱۰۲۴).
با این حال یک گونه با آب و هوای گرم است. به نظر می‌رسد محدوده دمایی ۱۸ تا ۲۵ درجه سلسیوس (۶۴ تا ۷۷ درجه فارنهایت) را ترجیح می‌دهد یا از ۱۸ تا ۳۲ درجه سلسیوس (۶۴ تا ۹۰ درجه فارنهایت). تحقیقاتی برای تعیین دمای بالای آب کشنده حلزون انجام شده‌است که حدود ۵۰ درجه سلسیوس (۱۲۲ درجه فارنهایت) است. این اطلاعات در ضدعفونی کردن وسایل ماهیگیری و تجهیزات تحقیقاتی مفید است، که در غیر این صورت ممکن است ناخواسته حلزون‌ها را به آب‌های آلوده سرایت کند.
این گونه نسبت به مقدار پایین اکسیژن مقاوم است. مقدار تحمل آلودگی ۳ است (در مقیاس ۰–۱۰؛ ۰ بهترین کیفیت آب، ۱۰ بدترین کیفیت آب است).

### عادات تغذیه
این حلزون بیشتر از جلبک (ریزجلبک) تغذیه می‌کند.

### چرخه زندگی
ماده‌های ملانیا با لبه‌های قرمز، هم بکر و هم تخم‌زا هستند. ماده‌ها را می‌توان با غدد جنسی مایل به سبز تشخیص داد در حالی که مردان دارای غدد جنسی قرمز هستند. در شرایط خوب، ماده‌ها تخم‌های بارور شده را تولید می‌کنند که به یک کیسه بچه‌دار منتقل می‌شوند و در آنجا باقی می‌مانند تا از تخم بیرون بیایند (پارتنوژنز و زنده‌زایی). Melanoides tuberculata دارای ۱ تا ۶۴ جنین در کیسه نوزادی خود است. حلزون‌ها با اندازه کوچک شروع به تولید مثل می‌کنند۵ میلیمتر (۱⁄۴ اینچ) یا۱۰ میلیمتر (۳⁄۸ اینچ) از نظر طول و زادوولد ممکن است بیش از هفتاد فرزند داشته باشد (iteroparity). اندازه پوسته والد در زمان اوج رهاسازی نوزادان است۲۰٫۰ میلیمتر (۳⁄۴ اینچ). اندازه نوجوانان در بدو تولد است۱٫۲–۲٫۲ میلیمتر (۳⁄۶۴–۱۱⁄۱۲۸ اینچ).
Melanoides tuberculata به اندازه Tarebia granifera رشد می‌کند، از نظر اندازه در اولین تولد و خروجی جوانی مشابه است.
این یک گونه نظریه گزینش آر/کی است.

### انگل‌ها
Melanoides tuberculata حامل انگل‌های خاصی است که می‌تواند برای انسان خطرناک باشد. پینتو و د ملو (2011) چک لیستی از ۳۷ گونه انگل ترماتود از این گونه حلزون تهیه کردند. ۱۱ مورد از این ترماتودها نیز انگل انسان هستند. این حلزون‌ها به عنوان اولین میزبان میانی برای انگل‌ها عمل می‌کنند که عبارتند از:
- Clonorchis sinensis – انقباض کبد چینی
- Centrocestus formosanus[۲۹][۳۰]
- Paragonimus westermani – فلوک ریه شرقی[۳۰]
- پاراگونیموس کلیکوتی[۳۰]
- Angiostrongylus cantonensis[۳۰]
- Loxogenoides bicolor[۳۰]
- Transversotrema laruei[۳۰]
- Sticiodora tridactyl[۳۰]
- Gastrodiscus aegyptiacus[۳۰]
- Philophthalmus gralli[۳۰]
- فیلوفتالموس دیستوماتوزا[۳۰]
- Haplorchis pumilio[۳۰]
- Haplorchis sp.[۳۰]
- متاگونیموس
- دیورکیترما فورموسانوم
- گونه‌های ناشناخته در Schistosomatidae[۳۱]

این گونه میزبان یک انگل ترماتود است که مشخص شده‌است یک گونه ماهی در حال انقراض را در تگزاس، فواره دارتر، آلوده می‌کند.

## آفات کشاورزی
همان‌طور که در مزارع کلم چینی در هنگ کنگ گزارش شده‌است، ملانیاهای لبه قرمز گاهی اوقات می‌توانند یک گونه آفت کشاورزی باشند.

## آکواریا

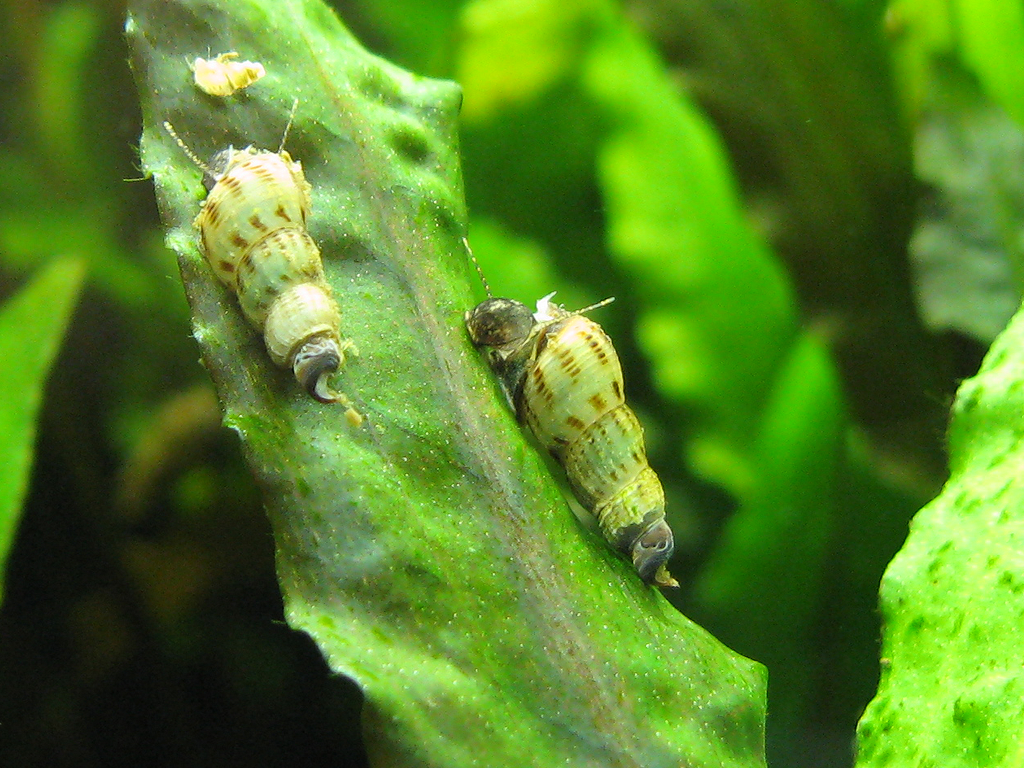
دو ملانیا لبه قرمز با پوسته‌های فرسایش یافته

ملانیاهای لبه قرمز معمولاً در آکواریوم‌های آب شیرین یافت می‌شوند، اما نظر در مورد سرگرمی بین کسانی که آنها را یک گونه آفت می‌دانند و کسانی که به سودمندی آنها به‌عنوان جلبک‌خوار و پاک‌کننده زیرلایه اهمیت می‌دهند تقسیم می‌شود.

## بیشتر خواندن
- Mitchell, A. J.; Brandt, T. M. (2005). "Temperature Tolerance of Red-Rim Melania Melanoides tuberculatus, an Exotic Aquatic Snail Established in the United States". Transactions of the American Fisheries Society. 134: 126–131. doi:10.1577/FT03-178.1.
- Bogéa, T.; Cordeiro, F. M.; Gouveia, J. S. (2005). "Melanoides tuberculatus (Gastropoda: Thiaridae) as intermediate host of Heterophyidae (Trematoda: Digenea) in Rio de Janeiro metropolitan area, Brazil". Revista do Instituto de Medicina Tropical de Sao Paulo. 47 (2): 87–90. doi:10.1590/s0036-46652005000200005. PMID 15880219.
- Krailas, Duangduen; Namchote, Suluck; Koonchornboon, Tunyarut; Dechruksa, Wivitchuta; Boonmekam, Dusit (2014). "Trematodes obtained from the thiarid freshwater snail Melanoides tuberculata (Müller, 1774) as vector of human infections in Thailand". Zoosystematics and Evolution. 90 (1): 57–86. doi:10.3897/zse.90.7306. ISSN 1860-0743.
- Pointier JP (1993). "معرفی Melanoides tuberculata (Mollusca: Thiaridae) به جزیره سنت لوسیا (هند غربی) و نقش آن در زوال Biomphalaria glabrata، میزبان میانی حلزون Schistosoma mansoni ". آکتا تروپ. ۵۴:۱۳–۱۸.
- Giovanelli A. , Vieira MV & da Silva CLPAC (2002) "تعامل بین میزبان متوسط شیستوزومیازیس در برزیل Biomphalaria glabrata (Planorbidae) و یک رقیب احتمالی Melanoides tuberculata (Thiaridae): I. آزمایش‌های آزمایشگاهی." Memórias do Instituto Oswaldo Cruz 97 (3): 363–369. PDF